# Anilocra acanthuri
Anilocra acanthuri är ett kräftdjur som beskrevs av Williams 1981. Anilocra acanthuri ingår i släktet Anilocra, familjen Cymothoidae och ordningen gråsuggor och tånglöss. Arten lever som ektoparasit på fiskar i korallrev i Västindien. Typspecimentet är en hona som parasiterade på en kirurgfisk av arten Acanthurus chirurgus och som samlades in utanför Puerto Rico. Inga underarter finns listade i Catalogue of Life.